# Freaky Friday – Voll vertauscht
Freaky Friday - Voll Vertauscht  (Originaltitel: Freaky Friday) ist ein US-amerikanischer Fernsehfilm von Steve Carr aus dem Jahr 2018. Der Film basiert auf dem Buch Freaky Friday von Mary Rodgers und dem Disney-Musical. Die Hauptrollen bei dem Disney Channel Original Movie spielen Cozi Zuehlsdorff und Heidi Blickenstaff.

## Handlung
Elli leidet unter dem Tod ihres Vaters. Sie kommt nicht damit zurecht, dass ihre Mutter erneut heiraten wird. Als ihre Mutter ihr dann noch verbietet, bei einer Schnitzeljagd mit ihren Freunden teilzunehmen, kommt es zu einem Streit. Elli hielt in dem Moment die Sanduhr ihres Vaters in ihrer Hand, ihre Mutter versucht diese aus ihren Händen zu nehmen, doch plötzlich tauschen beide ihre Körper und es kommt dadurch zu verschiedenen Turbulenzen in dem Leben der beiden.

## Ausstrahlung
Die Erstausstrahlung am 10. August 2018 auf dem Disney Channel wurde von 1,58 Millionen Zuschauern verfolgt. Der Film erreichte somit die niedrigste Zuschauerzahl eines Disney Channel Original Movies aller Zeiten, bis 2019 Kim Possible dies unterbot. Innerhalb der ersten drei Tage wurde der Film über 7,2 Millionen Mal gesehen.
Die deutsche Erstausstrahlung erfolgte am 10. November 2018 auf Disney Cinemagic. Die Free-TV-Ausstrahlung war am 9. Dezember 2018 auf ProSieben. Auf dem deutschen Disney Channel lief der Film am 20. Januar 2019.